# Jacek Sasin (rysownik)
Jacek Sasin – polski grafik, rysownik satyryczny, ilustrator, fotograf i dziennikarz.
Znany głównie ze swoich rysunków satyrycznych. Publikował je między innymi w „Sztandarze Młodych” (1989–1990), „Polityce” (1989–1994), „Rzeczpospolitej” (1993–1994). Rysował również dla tygodników „Przegląd Tygodniowy” (obecnie „Przegląd”) i „Wiadomości Kulturalne” oraz w latach 1990–1993 dla Teleexpressu i programów Warszawskiego Ośrodka Telewizyjnego.
Od roku 1992 prowadzi własną firmę graficzną Jacek Sasin Graphic-Design, która zajmuje się grafiką reklamową. Zaprojektował m.in. logo kabaretu OT.TO w kształcie żyletki.
W latach 1996–2006 wydawał bezpłatny miesięcznik lokalny „Dla Ciebie” ukazujący się na terenie Warszawy.
Pierwsza indywidualna wystawa rysunków satyrycznych Jacka Sasina zatytułowana „Kuchnia polska” zaprezentowana została w galeriach Empiku (1990–1991) w kilku miastach w Polsce. Druga indywidualna wystawa pt. „Rysunki” miała miejsce w Staromiejskim Domu Kultury w Warszawie (1997), zaś kolejna autorska wystawa „Do Unii i z powrotem” w galerii Traffic Club w maju 2004 r.
W formie książkowej opublikował zbiory rysunków Kuchnia polska (1990, ISBN 83-85134-02-6 towarzyszyła wystawie autorskiej) i Do Unii i z powrotem (2004, ISBN 83-913882-1-2, towarzyszyła wystawie autorskiej).
Brał również udział w wystawach zbiorowych w Muzeum Karykatury w Warszawie, wziął również w wystawie rysunków poświęconej 10. rocznicy obalenia Muru Berlińskiego (w 1999 w Bonn) jako jedyna praca z Polski.
Członek Stowarzyszenia Dziennikarzy Rzeczypospolitej Polskiej.